# HKScan
HKScan er en multinational virksomhed, der producerer, sælger og markedsfører svinekød, oksekød, fjerkræ og forarbejdet kød.
De opererer i Finland, Sverige, Danmark, De Baltiske Lande og Polen, 
HKScan blev grundlagt den 11 jan. 1913 af Lounais-Suomen Osuusteurastamo (LSO), der i dag også ejer størstedelen af virksomheden.
Ejerkredsen består af  LSO (34,88%), Sveriges Djurbönder (12,54%), Varma Mutual Pension Insurance Company (2,17%) og Elo Pension Company (2,08%).
Navnet HK er oprindeligt en forkortelse af Helsingin Kauppiaat ("Helsinki Forhandlere"), en virksomhed, der blev overtaget af LSO i 1991. Dets finske datterselskab er stadig kendt som HK Ruokatalo Oy ("HK Food House Inc."). HKScan Oyj er den 25. største fødevareproducent af kød i verden og noteret på børsen i Helsinki.